# Жарт (фільм)
«Жарт» (рос. Шуточка) — радянський короткометражний художній мелодраматичний телефільм за мотивами однойменного оповідання А. П. Чехова, поставлений в 1966 році.

## Сюжет
Закадрове оповідання у фільмі ведеться від імені літнього чоловіка, який згадує свою молодість. Він згадує, як, будучи молодим, пішов кататися взимку на санках і покликав з собою свою дівчину Надю. Та спочатку вагалася, але потім погодилася. Під час катання, коли у вухах дівчини, надзвичайно наляканої, свистить вітер, оповідач вирішує пожартувати і шепоче їй на вухо: «Я кохаю Вас, Надійко!». Біля підніжжя гори, після спуску, хлопець зображує повну байдужість. В результаті цього Надія починає сумніватися в тому, що їй зізналися в коханні, і вирішує прокататися ще раз. Жарт повторюється. Закохані починають кататися щодня, і оповідач продовжує повторювати свій «жарт», а Надія все сумнівається, що це — справжнє зізнання або завивання вітру? Вона намагається зрозуміти це, але через страх під час спуску не може сконцентруватися. Одного разу Надійка сама приходить до гірки, сідає на санки і намагається розгадати свою загадку. Це спостерігає з естради оповідач, що прийшов раніше за неї. Настає весна. Гірка тане, а Надійка все намагається розгадати ту зимову таємницю. Оповідач же надовго (а може, і назавжди) їде в Санкт-Петербург. Про це він повідомляє їй в листі. Перед від'їздом, підкравшись до будинку Надійки, оповідач, дочекавшись пориву вітру і сховавшись так, щоб його не було видно, знову говорить: «Я кохаю Вас, Надійко!». Та розчаровується в своїх надіях. Пройшло багато років. Надійка стала дружиною секретаря дворянської опіки, у неї підростає троє дітей. Для неї юність, проведена з оповідачем — найбільш зворушливий і прекрасний спогад в житті. А сам оповідач, вже постарілий, тепер сам не розуміє, навіщо тоді жартував.

## У ролях
- Нонна Терентьєва — Надійка, кохана А. П.
- Микита Михалков — А. П., оповідач в молодості

Текст від автора читає Андрій Попов.

## Знімальна група
- Сценарій і постановка —  Андрій Смирнов,  Борис Яшин
- Головний оператор — Юрій Схіртладзе
- Художники-постановники —  Михайло Карташов,  Леонід Платов
- Композитор —  Альфред Шнітке
- Звукооператор —  Борис Вольський
- Диригент —  Газіз Дугашев
- Грим — М. Балдін
- Монтаж — А. Зиміна
- Редактор — І. Наумова
- Оператор — В. Ошеров
- Асистент режисера — А. Кузнецов
- Комбіновані зйомки:
  - Оператор —  Ігор Феліцин
- Директор картини — А. Жаворонкова